# Borodino-Klasse (1903)
Die Borodino-Klasse war eine Klasse von fünf Schlachtschiffen (Einheitslinienschiffen) der Kaiserlich Russischen Marine, die von 1899 bis 1905 gebaut wurden.

## Baugeschichte
Die Borodino-Klasse basierte auf den Plänen der in Frankreich 1899–1901 gebauten Zessarewitsch. Die russische Marineleitung hatte beim Abschluss des Bauvertrags darauf bestanden, dass fünf weitere Schiffe der gleichen Art in Russland gebaut und soweit notwendig modifiziert werden durften, damit sie den Ansprüchen der russischen Marine entsprächen. Demgemäß wurden von 1899 bis 1905 die Schiffe der Borodino-Klasse auf russischen Werften gebaut: Borodino, Imperator Alexander III. Orjol, Knjas Suworow und Slawa.

## Konstruktionsmängel
Wie schon die Zessarewitsch, so litten auch diese Schiffe daran, dass ihr Schwerpunkt zu hoch lag, die Bordwände im sogenannten Tumblehome-Design oberhalb der Wasserlinie nach innen zeigten, das in der Rumpfmitte laufende Längsschott die Gefahr des Kenterns heraufbeschwor, und der niedrige Gürtelpanzer bei voller Gefechtsbeladung unter Wasser gedrückt wurde. Die Kasemattgeschütze lagen so tief, dass sie bei Seegang unbrauchbar waren. Hinzu kam, dass die Schiffe trotz ihres größeren Gewichts schwächere Maschinen als die Zessarewitsch hatten. Alle drei in der Seeschlacht bei Tsushima versenkten Schiffe der Klasse kenterten, bevor sie sanken. Die Schiffe werden daher von manchen Schiffbauexperten als die schlechtesten jemals gebauten Schlachtschiffe angesehen.
Besonders kritisch ist ebenfalls die Konstruktion der Geschütztürme. Bei diesen waren die Beobachtungsöffungen übermäßig groß ausgeführt, so dass sich kaum eine echte Schutzwirkung bildete. Zudem sah die Marinedoktrin der damaligen Zeit vor, Bereitschaftsmunition im Turm zu lagern. Das bedeutete, dass sich sowohl Granaten als auch Kartuschen im Turm befanden und sich diese selbst bei „moderaten“ Treffern bzw. Durchschüssen entzünden konnten, was praktisch zwangsläufig zur Zerstörung des Turms führte.
Obwohl eine zum damaligen Stand der Technik verhältnismäßig moderne Feuerleitanlage in Form von elektrischen Richtungsanzeigern und Telegraphen vorgesehen und zumindest installiert wurde, war diese aufgrund der mangelnden Sachkenntnis der Monteure seitens der Werft als auch seitens des zuständigen Bordpersonals, insbesondere der für die Artillerie zuständigen Offiziere, niemals voll einsatzbereit.
An Bord waren praktisch alle nichtmetallischen Werkstoffe mehr oder weniger brennbar. Wände und Decks waren oftmals aus Holz, die Offizierskabinen waren reichhaltig mit Stoffen, Holz und Glas ausgestattet. Auch der Decksbelag war, wie bei fast allen Schlachtschiffen der damaligen Zeit, aus Holz.
Zudem waren die Schiffe während Transit-Fahrten, insbesondere auf der Fahrt ins Japanische Meer praktisch nicht Gefechtsfähig, da Kohle zum Heizen der Kesselanlage sowohl in großen Mengen an Deck, als auch an praktisch jedem anderen mehr oder weniger geeigneten Ort unter Deck gelagert wurde. Des Weiteren gab es eine große Zahl von Verschlägen, Hütten und hölzernen Aufbauten, welche vor einem Gefecht eigentlich abgeschlagen und eingelagert werden mussten. Praktisch kam es dazu nie, vielmehr wurde das Holz als „Stille Reserve“ für die Kesselanlagen betrachtet. Während der oben genannten Seeschlacht wurden Teile der Aufbauten dann im einsetzenden Chaos schlicht über Bord geworfen. Aus beiden Umständen ergibt sich ein praktisch Unkalkulierbares Brandrisiko sowie eine enorme Behinderung der Besatzung bei der Schadensabwehr.

## Einheiten
| Schiff                                             | Bauwerft                                 | Kiellegung   | Stapellauf    | Indienststellung | Verbleib |
| -------------------------------------------------- | ---------------------------------------- | ------------ | ------------- | ---------------- | --- |
| Borodino (Бородино)                                | Neue Admiralitätswerft, Sankt Petersburg | Juli 1899    | Sep. 1901     | 10. Aug. 1903    | Mit dem Zweiten Pazifik-Geschwader nach Ostasien. Am 27. Mai 1905 in der Seeschlacht bei Tsushima versenkt. Nur ein Überlebender.                                                             |
| Imperator Alexander III. (Император Александр III) | Baltische Werft, Sankt Petersburg        | Juli 1899    | Jan. 1901     | Aug. 1903        | Mit dem Zweiten Pazifik-Geschwader nach Ostasien. Am 27. Mai 1905 in der Seeschlacht bei Tsushima versenkt. Keine Überlebenden.                                                               |
| Orjol (Орёл)                                       | Galerny-Werft, Sankt Petersburg          | 2. Juni 1900 | 19. Juli 1902 | Okt. 1904        | Mit dem Zweiten Pazifik-Geschwader nach Ostasien. Am 28. Mai 1905 nach der Seeschlacht bei Tsushima kapituliert. Als Iwami im Dienst der japanischen Marine und 1924 als Zielschiff versenkt. |
| Knjas Suworow (Князь Суворов)                      | Baltische Werft, Sankt Petersburg        | Juli 1901    | Sep. 1902     | Sep. 1904        | Mit dem Zweiten Pazifik-Geschwader nach Ostasien. Am 27. Mai 1905 in der Seeschlacht bei Tsushima versenkt. 20 Überlebende und 908 Tote.                                                      |
| Slawa (Слава)                                      | Baltische Werft, Sankt Petersburg        | Okt. 1902    | Aug. 1903     | Juni 1905        | Das Schiff verblieb in der Ostsee bei der Baltischen Flotte. Am 17. Oktober 1917 im Moonsund versenkt.                                                                                        |